# Cédric Djeugoué
Cédric Djeugoué (né le 28 août 1992 à Mankwa au Cameroun) est un footballeur international camerounais, qui joue au poste de défenseur central dans le club zambien des Forest Rangers.

## Biographie
Natif de Mankwa, Djeugoué commence sa carrière avec le Douala Athletic Club, avant d'ensuite rejoindre le Coton Sport en 2014.
Il est pour la première fois appelé avec l'équipe du Cameroun en 2013, puis finit sélectionné dans la liste provisoire de l'effectif camerounais pour la coupe du monde 2014.
Il fait partie de la liste des 23 joueurs retenus pour participer à la coupe du monde 2014. Convoqué pour la première fois en sélection nationale sénior à la faveur du stage préparatoire à la coupe du monde Brésil 2014, le joueur de Coton Sport de Garoua a convaincu en livrant de belles prestations lors des matchs préparatoires au mondial.
En 2015, il rejoint l'équipe marocaine Ittihad de Tanger qui est évolue actuellement au championnat marocain professionnel.